# Cape Canaveral (Florida)
Cape Canaveral è un comune degli Stati Uniti d'America, situato nella contea di Brevard nello Stato della Florida. Ha una popolazione di circa 10 000 abitanti e sorge sulla parte settentrionale di un'isola di barriera della costa atlantica della Florida.
La città e il suo porto si trovano a sud della località geografica omonima situata sulla penisola di Merritt Island dove ha sede il John F. Kennedy Space Center, il noto centro spaziale della NASA.

## Amministrazione

### Gemellaggi
Cape Canaveral è gemellata con 4 città:
- Kloten
- Sagres
- Guidonia Montecelio (RM)
- Itaca